# هيرنان فيغيريدو
هيرنان فيغيريدو (بالإسبانية: Hernán Figueredo)‏ هو لاعب كرة قدم أوروغواياني في مركز الوسط، ولد في 15 مايو 1985 في مونتيفيديو في الأوروغواي. لعب مع بيلا فيستا وديبورتيس توليما ودينامو مينسك ونادي ليفربول.

## وصلات خارجية
- هيرنان فيغيريدو على موقع قاعدة بيانات كرة القدم.إي يو (الإنجليزية)
- هيرنان فيغيريدو على موقع Soccerway.com (الإنجليزية)
- هيرنان فيغيريدو على موقع AS.com (الإسبانية)